# 山涧草
山涧草（学名：Chikusichloa aquatica）为禾本科山涧草属下的一个种。